# 普拉默維爾 (阿肯色州)
普拉默維爾（英語：Plumerville）是一個位於美國阿肯色州康韋縣的城市。

## 地理
普拉默維爾的座標為35°09′39″N 92°38′34″W / 35.16083°N 92.64278°W，而該地的平均海拔高度為91米（即299英尺）。

## 人口
根據2020年美國人口普查的數據，普拉默維爾的面積為2.70平方千米，當中陸地面積為2.67平方千米，而水域面積為0.03平方千米。當地共有人口734人，而人口密度為每平方千米271人。